# Synoptische Edition
Als synoptische Edition (auch nur Synopse) bezeichnet man in der Editionswissenschaft eine Ausgabe eines Textes (Edition), die auf der Grundlage mehrerer Textzeugen erstellt wird und deren Wortlaut jeweils vollständig so wiedergibt, dass man mit einem Blick die unterschiedlichen Texte vergleichen kann. Im Unterschied zu vielen anderen Editionstypen wird also nicht aus mehreren Textzeugen ein Obertext hergestellt (und davon abweichende Lesarten wenn, dann im textkritischen Apparat angeführt), sondern alle Fassungen stehen prinzipiell gleichrangig nebeneinander. Bei gedruckten Editionen geschieht dies meist durch mehrspaltigen Satz.
Aus pragmatischen Gründen werden synoptische Editionen am ehesten dort gewählt, wo zwei, drei oder vier Fassungen miteinander zu vergleichen sind. Als Vorteil synoptischer Editionen gilt die Möglichkeit, mehrere lesbare (weil vollständige) Fassungen eines Textes zugleich zu präsentieren und so den Vergleich zu erleichtern. Auch Lücken im einen oder anderen Textzeugen fallen sofort ins Auge. Für sehr viele und/oder sehr stark voneinander abweichende Fassungen sind Synopsen hingegen oft zu unübersichtlich.
Bekannte Beispiele synoptischer Editionen sind die Ausgabe des Nibelungenliedes durch Michael S. Batts oder die Edition der Lex Salica durch Karl August Eckhardt.